# Julius Lohmeyer
Julius Lohmeyer (født 6. oktober 1835 i Neisse, død 24. maj 1903) var en tysk forfatter.
Lohmeyer skrev et stort antal arbejder for børn, humoristiske digte (navnlig i "Kladderadatsch") og patriotiske skrifter. Hans Gesammelte Dichtungen udkom 1904.